# Pedro da Hornay
Pedro da Hornay war von 1782 bis 1796 Führer der Topasse, einer portugiesisch-malaiischen-Mischbevölkerung, die de facto zu dieser Zeit die Macht in einem Großteil der portugiesischen Besitzungen auf den Kleinen Sundainseln innehatten.
1785 konnte der portugiesische Gouverneur João Baptista Vieira Godinho (1785 bis 1788) Pedro da Hornay auf Solor zu einem erneuten Bündnis mit den Portugiesen bewegen, nachdem 1769 Pedros Vater Francisco da Hornay III. die Portugiesen aus der alten Kolonialhauptstadt Lifau vertrieben hatte. Dafür wurde Hornay der Titel und Status eines Generalleutnants (tenente general) garantiert, ebenso dessen Neffen Dom Constantino do Rosario, dem König von Solor. Damit fielen Oecussi mit Lifau und die Insel Solor wieder an Portugal, weswegen Oecussi heute eine Exklave Osttimors im sonst indonesischen Westtimor ist. Pedro da Hornay ging aufgrund des Bündnisses mit Godinho militärisch gegen die Niederländer im Westen Timors vor, was aber zu diesem Zeitpunkt vom Vizekönig von Goa nicht gutgeheißen wurde. Der allgemein als fähiger Gouverneur angesehene Godinho wurde 1788 vorzeitig abberufen.
1790 schworen Pedro da Hornay und sein Schwager, der Herrscher von Ambeno, auf einer Reise nach Dili Portugal erneut ihre Treue. Ein Priester hatte die beiden Herrscher dazu bewogen. Im selben Jahr griff Pedro da Hornay im Auftrag Portugals erfolglos das Reich von Maubara an, womit er jedoch nur erreichte, dass Maubara sein Bündnis mit den Niederlanden erneuerte und die Flagge der Niederlande setzte.